# Spruce Knob
Lo Spruce Knob, a 1.482 m, è il punto più alto dello Stato della Virginia Occidentale, negli Stati Uniti d'America, nonché la vetta della Spruce Mountain, la più alta montagna degli Allegani.

## Panoramica
La sua vetta ha un'atmosfera decisamente alpina, molto più di altre montagne degli Appalachi meridionali. La parte della montagna oltre i mille metri è coperta da una fitta foresta di picee, un ambiente di foresta boreale relitta, simile alle foreste che si trovano nel New England settentrionale e nel Canada. La vetta è accessibile tramite una lunga strada di ghiaia, ed è sormontata da una torre di avvistamento di pietra; sulla cima invece si trova un miscuglio di campi di massi, prati ed alberi. Un sentiero naturale lungo 800 m ed accessibile con qualche difficoltà circonda la parte superiore della montagna. Ci sono spesso forti venti da ovest vicino alla vetta, e come risultato gli alberi di picea hanno rami su un solo lato, quello rivolto ad est. Come avviene tipicamente negli Appalachi meridionali, il punto più alto su una cresta viene spesso definito come una protuberanza o cupola. Spruce Knob (che letteralmente significa, appunto, "protuberanza delle picee") è il punto più alto lungo questa cresta, meglio conosciuta come Fronte degli Allegani. La cresta si abbassa ripidamente ad est, consentendo nelle giornate limpide di vedere la sottostante Germany Valley, mentre la veduta ovest è quella dell'Altopiano degli Allegani. Geologicamente, Spruce Knob poggia su uno strato resistente della cosiddetta "roccia arenaria di Pottsville" del periodo pennsylvaniano.

## Clima
Il clima dello Spruce Knob può essere classificato come continentale umido. Le estati sono fresche e spesso umide, mentre gli inverni sono freddi e nevosi. In primavera ed estate sono comuni i temporali. La montagna riceve annualmente oltre 4 metri di precipitazioni nevose, e per questa ragione la strada di accesso alla vetta è spesso chiusa fra ottobre ed aprile.

## Ecologia
Mentre la picea è la specie di alberi più comune sulla vetta, le altitudini inferiori sono popolate da querce, noci americani, betulle, faggi ed aceri. Sulla montagna sono stati avvistate aquile calve, falchi e falchi pellegrini. Si trovano inoltre mammiferi come l'orso nero, il cervo dalla coda bianca, la donnola, il porcospino, la moffetta ed il coniglio.

## Attività ricreative
Lo Spruce Knob si trova all'interno dell'Area ricreativa nazionale Spruce Knob-Seneca Rocks, che a sua volta fa parte della Foresta nazionale di Monongahela. Fondata nel 1965, è la primissima "area ricreativa nazionale" progettata dal Servizio forestale degli Stati Uniti e consiste di oltre 40.000 ha.
Ci sono oltre 121 km di sentieri escursionistici intorno alla montagna, nonché un piccolo lago di 10 ha ben fornito di trote sul lato occidentale. Sulla montagna si trovano anche due campeggi, dei quali quello più vicino al lago è anche il più grande con 43 posti.

## Galleria d'immagini

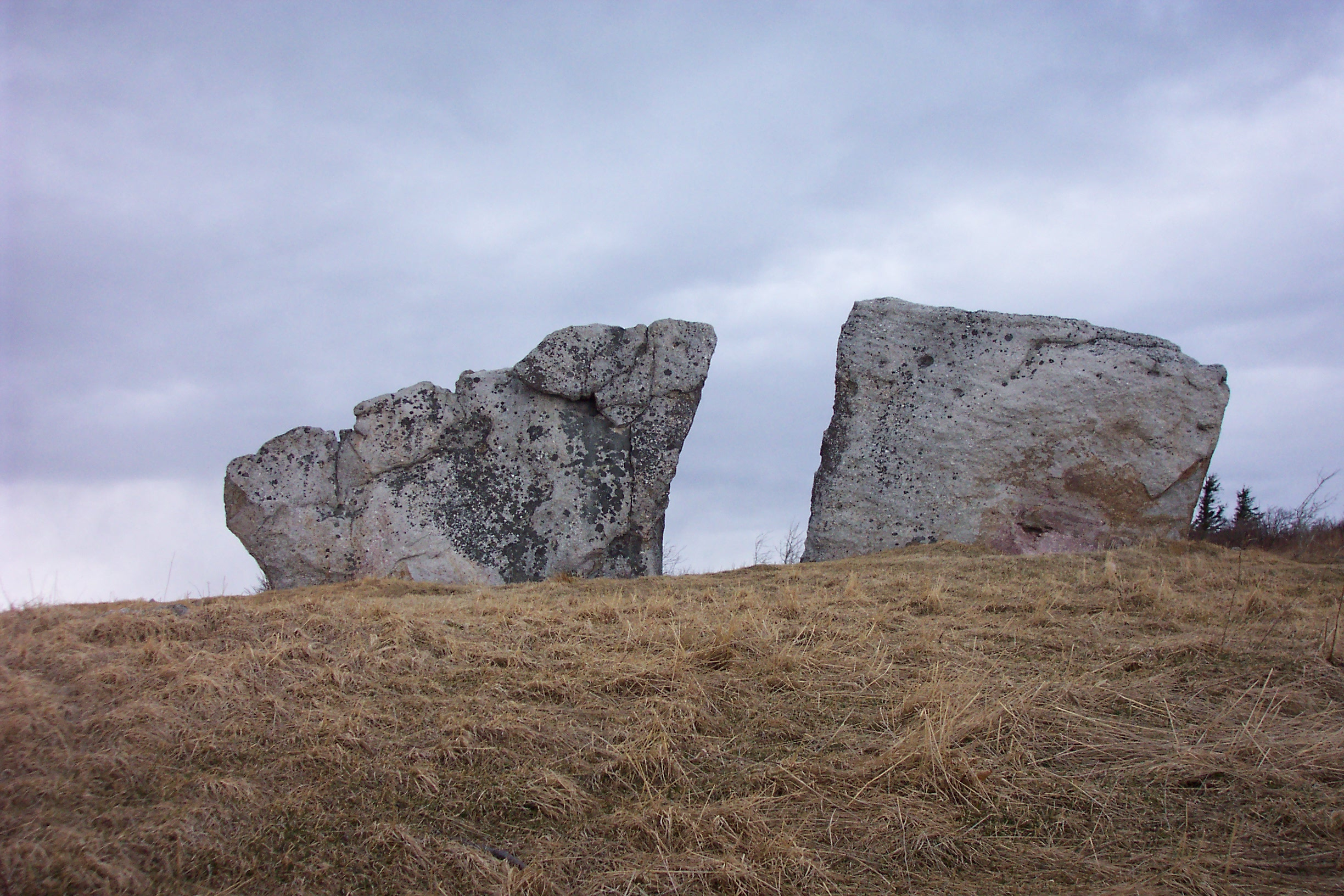
Massi in cima allo Spruce Knob
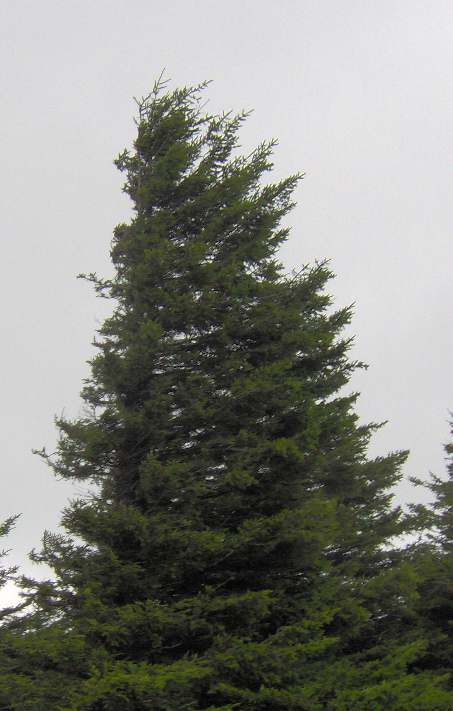
Picea sferzata dal vento
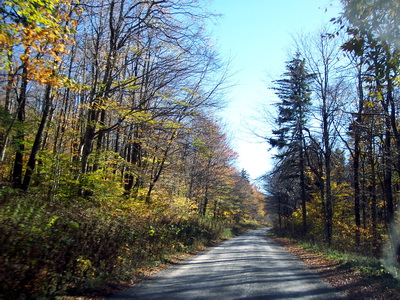
La Strada Forestale 112 che conduce su alla vetta dello Spruce Knob
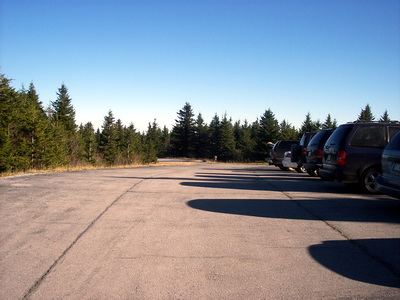
Parcheggio sulla vetta dello Spruce Knob
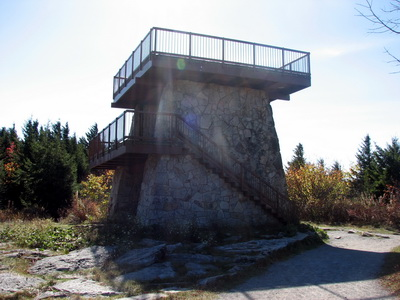
Torre di osservazione sulla vetta dello Spruce Knob